# Матеево (Ленинградская область)
Мате́ево — деревня в Сясьстройском городском поселении Волховского района Ленинградской области.

## История
На карте Санкт-Петербургской губернии Ф. Ф. Шуберта 1834 года упоминается деревня Матвеева, а к югу от неё — усадьба помещика Петрушеского.

МАТИЕВО — деревня принадлежит Казённому ведомству, число жителей по ревизии: 19 м. п., 25 ж. п. (1838 год)

Деревня Матвеева отмечена и на карте Ф. Ф. Шуберта 1844 года.

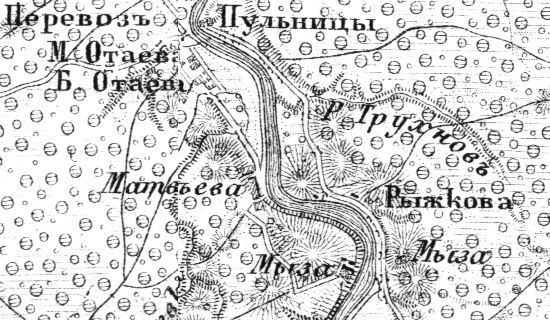
Деревня Матеево на карте Ф. Ф. Шуберта 1855 года

МАТИЕВО — деревня Ведомства государственного имущества, по просёлочной дороге, число дворов — 9, число душ — 20 м. п. (1856 год)

МАТИЕВО (МАТВЕЕВО) — деревня казённая при реке Сяси, число дворов — 11, число жителей: 20 м. п., 30 ж. п.; Часовня православная. (1862 год)

Согласно епархиальным сведениям 1899 года деревня относилась к приходу собора Успения Пресвятой Богородицы (ранее Успенско-Сясьского погоста) в селе Рогожа.
В конце XIX — начале XX века деревня административно относилась к Иссадской волости 2-го стана Новоладожского уезда Санкт-Петербургской губернии.
По данным «Памятной книжки Санкт-Петербургской губернии» за 1905 год деревня называлась Матиево и входила в состав Подрябинского сельского общества.
Согласно карте Петроградской и Новгородской губерний издания 1915 года деревня называлась Матвеева, к югу от неё находилась мыза.
С 1917 по 1923 год деревня Матвеево входила в состав Перевозского сельсовета Иссадской волости Новоладожского уезда.
С 1923 года в составе Пульницкого сельсовета Колчановской волости Волховского уезда.
С 1924 года в составе Ребровского сельсовета.
С 1926 года вновь в составе Пульницкого сельсовета.
С 1927 года в составе Волховского района.
По данным 1933 года деревня называлась Матеево и входила в состав Пульницкого сельсовета Волховского района.
В 1939 году население деревни составляло 130 человек.

Деревня Матеево на карте 1940 года

Согласно карте РККА 1940 года деревня называлась Мотеево. 
С 1946 года в составе Новоладожского района.
В 1958 году население деревни составляло 107 человек.
С 1963 года вновь в составе Волховского района.
По данным 1966 и 1990 годов деревня Матеево также входила в состав Пульницкого сельсовета.
По данным 1973 года деревня также входила в состав Пульницкого сельсовета, однако называлась Матвеево.
В 1997 году в деревне Матеево Пульницкой волости проживали 10 человек, в 2002 году — 31 человек (русские — 94 %).
В 2007 году в деревне Матеево Сясьстройского ГП — 7.

## География
Деревня расположена в северной части района на автодороге 41К-197 (Колчаново — Сясьстрой).
Расстояние до административного центра поселения — 18 км.
Расстояние до ближайшей железнодорожной станции Колчаново — 8 км.
Деревня находится на левом берегу реки Сясь.

## Демография
| 1838 | 1862 | 1997 | 2002 | 2007 | 2010 | 2017 |
| ---- | ---- | ---- | ---- | ---- | ---- | ---- |
| 44   | ↗50  | ↘10  | ↗31  | ↘7   | ↗9   | ↘8   |

### Национальный состав
Согласно данным Всероссийской переписи населения 2021 года в деревне проживали 12 человек, все русские.